# Banjar Negara (Lahat)
Banjar Negara is een bestuurslaag in het regentschap Lahat van de provincie Zuid-Sumatra, Indonesië. Banjar Negara telt 439 inwoners (volkstelling 2010).